# كاثرين فويليت
كاثرين فويليت (بالفرنسية: Catherine Feuillet)‏، من مواليد شهر يوليو لعام 1965، عالمة وراثة فرنسية ورئيسة أبحاث السمات في الشركة الألمانية باير كروب ساينس المتخصصة بالأبحاث والدراسات الكيميائية وصناعة الأدوية، ورئيسة مشاركة للاتحاد الدولي للتسلسل الجيني للقمح (IWGSC). تعمل فويليت في علم الوراثة النباتية منذ عام 1994، بعد أن أكملت دراسات ما بعد الدكتوراه في المعهد الفيدرالي السويسري لعلوم البيئة الزراعية. كتبت فويليت أطروحتها عن تخشيب نبتة الأوكالبيتوس وهي دراسة تتحدث عن كيفية صنع الخشب من أساس خلوي.
```
بعد ذلك انتقلت إلى جامعة زيوريخ في عام 1997 حيث قادت مجموعة من المتدربين الذين يقومون بالأبحاث لدراسة مقاومة الجينوم النباتي للأمراض الفطرية. في عام 2008، نشرت فويليت وفريقها بنجاح أول خريطة مرسومة لأكبر كروموسوم خاص بالقمح،3B وفي عام 2014، أكملوا رسم خرائط تسلسل3B بنجاح ونشروا مسودة للجينوم الكامل للقمح.
```

```
حصلت على جائزة «فولون» الفرنسية المقدمة من الأكاديمية الفرنسية للعلوم وبجائزة شيفاليير لجوقة الشرف وحصلت أيضاً على جائزة جان دوفروني من الأكاديمية الفرنسية للفنون الزراعية. تعمل فويليت اليوم رئيسةً لبحوث السمات في باير كروب ساينس، حيث تحاول بنشاط فك تشفير الكروموسومات العشرين المتبقية من القمح من أجل تحديد ومعالجة السمات التي من شأنها أن تساعد في القضاء على الظروف والصعوبات الحيوية وغير الحيوية التي تحول دون إنتاج القمح في بيئة مختلفة عن البيئة المثالية لنموّه. وبما أن القمح مصدر غذائي أساسي لما يزيد عن ملياري شخص في جميع أنحاء العالم وهناك حاجة ماسّة لزيادة إنتاجه، ترأست فويليت مشروع سلالة القمح والذي يعمل على معالجة جينوم القمح لتحسين إنتاجية القمح في البيئة المتغيرة بسبب الاحتباس الحراري.
```

## نشأتها وتعليمها
ولدت كاثرين فويليت في أورليان التي تبعد حوالي 130 كم (80 ميلاً) جنوب العاصمة الفرنسية باريس، وحصلت هناك على تعليمها حتى أصبحت عالمة في علم الوراثة والبيولوجيا الجزيئية. ثم في عام 1993 حصلت على الدكتوراه من جامعة بول ساباتير في تولوز في فرنسا. ثم أكملت بين عامي 1994 و1997، دراسات ما بعد الدكتوراه في المعهد الفيدرالي لعلم البيئة الزراعية في زيوريخ حيث درست جينومات القمح والشعير. وفي عام 1994 أنهت فويليت أطروحتها حول نبات الأوكالبتوس والإنزيمات المستخدمة في عملية تشكيل الخشب. ثم أخذت أطروحتها إلى المعهد الفيدرالي السويسري لعلوم البيئة الزراعية في زيوريخ، سويسرا. درّست دورتين هناك بصفة أستاذة مساعدة بالتزامن مع بدء عملها على جينوم القمح. في المعهد الفيدرالي السويسري للاقتصاد الزراعي، عملت فويليت في مختبر تحت إشراف الدكتور ب. كيلر على الجينومات البنيوية والتطورية في القمح والشعير. انضمت إلى معهد بيولوجيا النبات في جامعة زيوريخ قائدة للمبتدئين واستمرت في بحثها عن الحبوب بدراسة الجينات المسؤولة عن مقاومة الأمراض الفطرية.
في عام 2011، انضمت إلى مبادرة القمح التي أنشأتها بلدان مجموعة العشرين لتحسين الإنتاج العالمي من القمح وفي نفس العام حصلت على زمالة من الجمعية الأمريكية للتقدم العلمي. تلقت فويليت جائزة جان دوفرينوي من أكاديمية فرنسا الزراعية في عام 2012 وفي عام 2013، انضمت إلى باير كروب ساينس بمنصب رئيسة لقسم أبحاث السمات. ثم في عام 2014، أكمل فريقها في IWGSC بنجاح تسلسل كروموسوم القمح3B باستخدام تقنية تسمى «تقنية تسلسل البنادق»، وتمكنوا من نشر مسودة تسلسل جينوم القمح بالكامل. المسودة دقيقة بنسبة 53٪ إذ تستغرق عملية المسح الكامل نحو عامين آخرين، بشرط الحصول على تمويل للمشروع.

## البحث المبكر والجوائز
في عام 2004، انضمت فويليت إلى المعهد الوطني للبحوث الزراعية (INRA) في كليرمون فيران في فرنسا بصفة مديرة أبحاث قسم الوراثة والتنوع وفيزيولوجيا الحبوب.[4] وفي عام 2005، انضمت إلى الاتحاد الدولي لتسلسل جينوم القمح (IWGSC)، وهو مسعى دولي تعمل فيه رئيسة مشاركة هدفها هو تسلسل جينوم القمح.[10] عُيّنت أيضاً رئيسةً لمبادرة سلاسل جينوم القمح (ETGI) في عام 2005. ثم في عام 2008، نشر فريقها في مجلة Science أول نتائج رسم لخرائط الجينوم 3B الخاص بالقمح، والذي يعد أكبر كروموسوم في القمح من أصل 21. في نفس العام، انضمت إلى المبادرة الدولية لرسم الخرائط (ITMI) للمساعدة في تخطيط المشاريع البحثية وتنسيقها. وفي 24 نوفمبر 2009، تلقت جائزة فولون من الأكاديمية الفرنسية للعلوم لعملها على فك رموز الجينوم. في نفس العام، حصلت أيضاً على جائزة المرأة الذهبية لأبحاثها ، ثم في 10 سبتمبر 2010، حصلت على شارة شوفالييه لجوقة الشرف من INRA.

## جينوم القمح المتسلسل
في عام 2004 بدأت فويليت عملها على جينوم القمح وفك تشفير الكروموسوم 3B. استغرق فك تشفير الكروموسوم 4 سنوات حتى انتهى في عام 2008 وقُدّم الكروموسوم إلى المجتمع العلمي عن طريق مجلة Science. أتت صعوبة البحث من كونه تطلّب وضع خريطة لواحد من الكروموسومات الـ 42، مع وضع أكثر من 1400 علامة جزيئية عبر أزواج القاعدة البالغ عددها 995 مليون. لم يُجر هذا العمل من قبل لأن التسلسل كبير ولديه كميات هائلة من التتابعات المتكررة، ما يجعل من الصعب مطابقة القطع معاً في التسلسل. كان جينوم القمح صعباً أيضاً بسبب ترتيب الكروموسوم الذي يُسمى ترتيب سداسي البروم: يحتوي النبات على ثلاث مجموعات من الكروموسومات في نواة واحدة. الكروموسوم 3B هو أكبر كروموسوم في الجينوم بأكمله، إذ يعتبر حجمه بحد ذاته ضعف حجم جينوم الأرز بالكامل.
في أوائل عام 2016، أعلن IWGSC أنه قد جمعه باستخدام تقنية تسلسل البندقية، وهو تسلسل مرجعي عالي الجودة لجينوم قمح الخبز. حينئذ أصبح المشروع ممكناً من خلال تعاون شركة IPK Gatersleben في ألمانيا، ومركز تطوير المحاصيل بجامعة ساسكاتشوان في كندا، وجامعة ولاية كانساس، والمعهد العالمي للأمن الغذائي في كندا. يسمح نهج «البندقية» هذا بالتسلسل بشكل سريع جداً، مع أنه يمكن أن يكون غير دقيق إذا ما قورن بالتسلسل «المستند إلى الخريطة». ولكن رغم ذلك، استخدمت فويليت في دراسة تسلسل الكروموسوم 3B أسلوب البندقية وكان دقيقاً بنسبة 94٪، في حين استخدمت في بقية الكروموسومات الأسلوب الثاني وكان دقيقاً بنسبة 53 ٪ فقط. كان يفترض أن تُستخدم هذه البيانات التي أخذت عن طريق النهج الثاني -والتي أُصدرت بالتعاون مع IWGSC- إلى جانب النهج القائم على الخريطة الفيزيائية للكروموسومات الفردية بما في ذلك تسلسل فويليت لـ 3B، لإنتاج الجينوم الكامل بحلول عام 2017.
إن تسلسل جينوم القمح مهم تماماً للمنتجين في جميع أنحاء العالم. يمثل القمح في الوقت الحالي أكثر من 20٪ من السعرات الحرارية المستهلكة حول العالم. ومع زيادة عدد السكان، تزداد الحاجة إلى القمح. لكن في الآونة الأخيرة، كان إنتاج القمح في حالة ركود لأن التقدم التكنولوجي لا يمكّن من مواكبة العوامل الاقتصادية والطبيعية السلبية. من المتوقع أن يزداد إجمالي الطلب على القمح بنسبة 70% بحلول عام 2050 بنحو %1.6 سنوياً (غونزاليس). عن طريق تسلسل الجينوم، سيتمكن العلماء من البحث عن طرق لتحسين كفاءة المحصول من خلال وسائل مثل الهندسة الوراثية، والتي يمكن أن تسمح بإنتاج القمح في المناطق ذات العوامل منخفضة الفعالية.

## البحوث الحالية
لا تزال فويليت اليوم تواصل عملها بشأن تسلسل جينومات القمح من أجل المساهمة في مجال الهندسة الزراعية. يركز عملها على الجينات التي يمكن أن يكون لها تقدم طبي من شأنه أن يساعد في منع الأمراض التي تصيب النباتات. لمواصلة عملها على جينوم القمح، ترأست فويليت الآن مشروع «بريد ويت» الذي يتلقى دعماً مقدراً بـ 34 مليون يورو سنوياً ولديها فريق مكون من 128 باحثاً. يحاول المشروع معالجة القمح ليتكيف مع البيئة المتغيرة الناجمة عن الاحتباس الحراري. نظراً إلى أن القمح غذاء ضروري وأساسي بالنسبة لـ 30٪ من سكان العالم، تجد فويليت أنه من المهم بشكل خاص ضمان بقاء القمح كمصدر للغذاء لأن الجنس البشري يؤثر على الظروف العالمية بوتيرة أكثر سرعة.
```
تعمل فويليت حالياً على «تحديد الجينات المسؤولة عن الخضوع ومقاومة الضغوط الحيوية وغير الحيوية». يعمل علماء مثل كاثرين فويليت وستيف بيترسون وادوارد سوزا على زيادة غلة القمح دون زيادة مساحة الأراضي اللازمة لذلك المحصول. عملت فويليت في فك تشفير جينوم القمح الضروري لزيادة الغلة لأنه بمجرد فك تشفيره يمكن تعديل الجينوم بحيث يمكن إلغاء مثبطات الناتج. ثم تُستخدم هذه المعلومات بواسطة سوزا، رئيس أبحاث تربية القمح في باير كروب ساينس لتطوير علامات للعثور على الجينات التي تنتج الصفة المطلوبة.
[
5
]
```